# Cyril Jeunechamp
Cyril Jeunechamp (Nîmes, 18 dicembre 1975) è un allenatore di calcio ed ex calciatore francese, di ruolo difensore o centrocampista.

## Biografia
Tra il 1990 e il 1994 lavora con il padre, facendo il muratore, l'idraulico e il tecnico del riscaldamento.

## Caratteristiche tecniche
Terzino destro, poteva giocare nello stesso ruolo sulla fascia opposta o anche come mediano.

## Carriera

### Club
Ha vestito le maglie di Nîmes Olympique, Auxerre, Bastia, Rennes, Nizza e Montpellier. Durante la sua carriera ha subito in grave infortunio: il 25 agosto del 2005 si rompe i legamenti crociati del ginocchio destro.
Cresciuto nel Nîmes Olympique, nel 1997 approda all'Auxerre, vincendo l'Intertoto 1998. Nel 2001 passa al Bastia che lo cede nel 2003 al Rennes per 1,5 milioni di euro. Nel 2007 si trasferisce a Nizza: l'8 aprile del 2009 viene alle mani con il suo allenatore, Frédéric Antonetti, e in seguito viene tolto dalla rosa della prima squadra e messo a disposizione della squadra riserve. Svincolatosi a fine stagione, il Montpellier lo compra. Nel 2012 vince il titolo francese e alla fine della stagione 2013 scade il suo contratto, rimanendo svincolato. Dopo alcune esperienze con il Vauvert e l'Istres, nel 2015 si è ritirato dal calcio professionistico.
Vanta 386 presenze e 9 reti in Ligue 1, 17 incontri e 1 gol nelle competizioni calcistiche europee.

## Palmarès

### Club

#### Competizioni nazionali
- Campionato francese: 1

Montpellier: 2011-2012

#### Competizioni internazionali
- Coppa Intertoto UEFA: 1

Auxerre: 1997